# Bud's Recruit
Bud's Recruit és un curtmetratge de comèdia estatunidenc del 1918 dirigit per King Vidor. Una impressió sobreviu a l'UCLA Film and Television Archive. El febrer de 2020, la pel·lícula es va projectar al 70è Festival Internacional de Cinema de Berlín, com a part de una retrospectiva dedicada a la carrera de King Vidor.

## Repartiment
- Wallace Brennan - Bud Gilbert
- Robert Gordon - Reggie Gilbert
- Ruth Hampton - Edith
- Mildred Davis - germana d'Edith

## Producció
Bud’s Recruit és un dels deu curtmetratges escrits i produïts pel Jutge Willis Brown que van ser dirigits per King Vidor. Van ser filmats a Boy City Film Company a Culver City, Califòrnia i estrenats per General Film Company entre gener i maig de 1918.
Bud’s Recruit és únic perquè és l'única pel·lícula de la sèrie Judge Willis Brown que sobreviu. Aquesta pel·lícula és l'única de la sèrie en què el jutge Willis Brown no va aparèixer.

## Tema
Brown era un jutge de menors de Salt Lake City especialitzat en "rehabilitar delinqüents juvenils". Va basar la sèrie en les seves experiències operant les seves "Boy's Cities" (que no s'ha de confondre amb Boys Town). Les pel·lícules mostren joves de ciutats "interètniques" que s'enfronten i resolen els reptes socials i morals de manera constructiva. El director Vidor va declarar que "creia profundament" en el valor de les pel·lícules.
Escrit i filmat poc després de l'entrada dels Estats Units a la Primera Guerra Mundial el 1917, el Bud's Recruit al·ludeix als impulsos aïllacionistes que van afectar els esforços de reclutament. La pel·lícula és a favor de la intervenció, tot i que Vidor presenta un retrat dur de control de l'entusiasme pro-allistament del germà menor (Bud). La seva correcció finalment va servir per vèncer la resistència de la seva mare i els seus germans grans a donar suport a l'esforç de guerra. El seu germà gran (Reggie) és "Bud's Recruit".